# 李玉兰 (1937年)
李玉兰（1937年—），女，陕西丹凤人，中华人民共和国农民，洛南县石坡镇樊岭村生产大队队长，第四、五届全国人大代表。